# Dipartimento di Maghta-Lahjar
Il dipartimento di Maghta-Lahjar è un dipartimento (moughataa) della regione di Brakna in Mauritania con capoluogo Maghta-Lahjar.
Il dipartimento comprende 4 comuni:
- Maghta-Lahjar
- Sangrave
- Djonaba
- Ouad Emour